# Директива 2001/29/EC
Директива 2001/29/ЕС Европейского парламента и Совета Европейского Союза «О гармонизации некоторых аспектов авторских и смежных прав в информационном обществе» ― директива Европейского союза, принятая 22 мая 2001 года в целях реализации Договора ВОИС по авторскому праву и гармонизации различных аспектов авторского права по всей Европе, в том числе ограничений и исключений в области авторского права. Директива была принята в рамках положений о внутреннем рынке, сформулированных в Римском договоре.
Директива была предметом беспрецедентного лоббирования и, по мнению некоторых экспертов, является большим успехом для авторско-правовых организаций. Данная директива даёт государствам-членам ЕС значительную свободу в определенных аспектах транспозиции (т.е. осуществления поправок в национальном законодательстве в соответствии с содержанием директивы). Государства-члены были обязаны исполнить директиву до 22 декабря 2002 года. Однако только Греция и Дания уложились в срок и Европейской комиссии в итоге пришлось осуществить меры принуждения против шести государств-членов за неисполнение директивы.

## Содержание

### Права
Статьи 2–4 содержат определения исключительных прав, предоставляемых в рамках авторского права и смежных прав. Примечательно, что право на репродукцию (статья 2) отделяется от права на «сообщение для всеобщего сведения» или «доведения до всеобщего сведения» (статья 3): в последней статье идёт речь конкретно об публикациях в Интернете. Такие различные формулировки прав вытекают из Договора ВОИС по авторскому праву и Договора ВОИС по исполнениям и фонограммам (статьи 8 и 10 соответственно). Смежное право авторов произведений на разрешение или запрещение любой формы публичного их распространения путём продажи или любым иным образом предусмотрено в статье 4.

### Исключения и ограничения
В статье 5 перечислены исключения из авторского права, которые государства-члены могут применять к авторскому и смежным правам. Список ограничений был одним из предметов споров по поводу директивы: с одной стороны, государства-члены могут применять только те исключения, которые входят в согласованный список, но в то же время другие исключения, которые уже имелись в национальных законодательствах до 22 июня 2001 года, могут оставаться в силе [статья 5(3)(o)]. Директива об авторском праве делает только одно исключение обязательным: кратковременное или случайное копирование как часть сети передачи или легального использования. Из этого следует, что Интернет-провайдеры не несут ответственности за данные, которые они передают, даже если они нарушают авторское право. Другие ограничения являются необязательными, и государства-члены самостоятельно выбирают то, каким образом они могут отражаться в их национальном законодательстве.
Статья 5(2) позволяет государствам-членам устанавливать исключения из авторского права из статьи 2 о праве на репродукцию в следующих случаях:
- фоторепродукции на бумаге или любые прочие сходные работы (за исключением нот) при условии, что правообладатели получат справедливую компенсацию,
- репродукции на любом носителе, созданные физическим лицом для личного некоммерческого пользования, при условии, что правообладатели получат справедливую компенсацию,
- репродукции, созданные библиотеками, учебными заведениями, музеями или архивам, которые являются некоммерческими учреждениями,
- репродукции архивных трансляций,
- репродукции трансляций, созданных «общественными институтами, преследующими некоммерческие цели, такими как больницы или тюрьмы», при условии, что правообладатели получат справедливую компенсацию.

Статья 5(3) позволяет государствам-членам устанавливать исключения из авторского права в статье 2 о праве на репродукцию и в статье 3 о праве на сообщение для всеобщего сведения в следующих случаях:
- иллюстрации, предназначенные для процесса обучения или научных исследований, при условии указания источника, включая имя автора,
- использование во благо людей с инвалидностью,
- извещения о текущих событиях, при условии указания источник, включая имя автора,
- цитаты, приводимые в критике или обзоре, при условии указания источника, включая имя автора,
- необходимое использование в целях «общественной безопасности» или надлежащего исполнения или отчетности «административных, парламентских или судебных заседаний»,
- употребление содержания политических речей и выдержек из публичных лекций или аналогичных произведений, при условии указания источника, включая имя автора,
- использование во время религиозных или официальных церемоний, «организуемых органами публичной власти»,
- использование изображений произведений архитектуры или скульптуры, перманентно находящихся в общественных местах,
- случайные включения работ в другие материалы,
- рекламная публичной выставки или продажи художественных произведений,
- карикатура, пародия или стилизация,
- демонстрация или ремонт оборудования,
- использование художественного произведения, чертежа или плана здания для целей реконструкции,
- для некоммерческих исследований или частного изучения.

Согласно статье 5(5), исключения из авторского права могут только «применяться в особых определённых случаях, не противоречащие нормальному использованию произведений или других предметов и не ущемляющие необоснованным образом законные интересы правообладателя», поэтому директива повторяет содержание Бернского трёхступенчатого теста.

### Меры технической защиты
Статья 6 директивы требует от государств-членов обеспечения «надлежащей правовой защиты» против намеренного обхода «эффективных технологических мер», призванных предотвратить или ограничить акты копирования без разрешения обладателей авторского права, смежного права или права sui generis, которые находятся в специальной базе данных (преамбула, пункт 47). Государства-члены должны также обеспечить «надлежащую правовую защиту» против изготовления, импорта, распространения, продажи, аренды, рекламы или владения «в коммерческих целях устройств, продуктов или компонентов или оказания услуг, которые»:
- продвигаются, рекламируются или продаются в целях обхода авторских прав, или
- имеют только ограниченную коммерчески значимую цель или использование помимо обхода авторских прав, или
- в первую очередь разработаны, произведены, приспособлены или выполнены в целях предоставления возможности или облегчения обхода любых эффективных технических мер.

В отсутствие правообладателей, самостоятельно принимающих соответствующие меры, Директива предусматривает, что государства-члены должны гарантировать то, что меры технической защиты не препятствуют разрешенным видам использования произведений в соответствии со статьёй 5 об исключениях из авторского права, что прописано в статье 6(4).
В отличие от раздела 1201 Digital Millennium Copyright Act, где только запрещается обход мер контроля над доступом, директива ЕС также запрещает обход мер защиты от несанкционированного копирования, что делает её потенциально более строгим правовым актом. Как DMCA, так и директива об авторском праве запрещают производство и дистрибуцию оборудования, используемого для того, чтобы обойти доступ к произведениям и защиту от копирования. Согласно положениям DMCA, те потенциальные пользователи, которые хотят якобы воспользоваться привилегией добросовестного использования с целью взлома защиты от копирования (что не запрещается) должны будут сделать это самостоятельно, так как оборудование для этой цели не может законно продаваться. В рамках директивы об авторском праве, такая возможность не является доступной, поскольку обход защиты от копирования является незаконным.

## Имплементация государствами-членами
Государства-члены ЕС были обязаны реализовать Директиву на уровне своих национальных законодательств до 22 декабря 2002 год. Однако лишь Греция и Дания уложились в этот срок, в то время как Италия, Австрия, Германия и Великобритания реализовали её только в 2003 году. К остальным восьми государствам-членам (Бельгия, Испания, Франция, Люксембург, Нидерланды, Португалия, Финляндия и Швеция) был предъявлен иск в Европейском суде за неисполнение. В 2004 году Финляндия, Великобритания (относительно Гибралтара), Бельгия и Швеция были осуждены за неисполнение директивы.
Меры государств-членов по исполнению директивы:
- Чехия: поправка № 216/2006 в законе Об авторском праве  Архивная копия от 3 марта 2016 на Wayback Machine
- Финляндия: поправки к Закону об авторском праве и Уголовному кодексу
- Франция: loi no 2006-961 du 1er août 2006 relative au droit d'auteur et aux droits voisins dans la société de l'information
- Великобритания: регуляции об авторском и смежном праве от 2003 года.

## Внешние ссылки
- Текст директивы 2001/29/ЕС Архивная копия от 27 января 2016 на Wayback Machine (англ.)